# Góra Kalwaria
Góra Kalwaria (udtale: [ˈɡura kalˈvarja]; "Calvarybjerget", Yiddish: גער, Ger)  er en by der ligger i det østlige, centrale Polen, i den centrale del af voivodskabet Masovien (Województwo mazowieckie) og har 11.887(2021) indbyggere og et areal på	13,72 km². Den er en del af powiatet (amt) Piaseczno. Góra Kalwaria ligger omkring 35 km  sydvest for hovedstaden Warszawa.

## Historie
Landsbyen Góra eksisterede allerede i det 13. århundrede. Det var en privat landsby for polsk adel, administrativt beliggende i Czersk-amtet i Masoviske Voivodeskab i Storpolske provins i Kongeriget Polen. Den blev fuldstændig ødelagt under den svenske besættelse kendt som Karl 10. Gustavs polske krig i 1666. 